# Luigi Bonazzi
Luigi Bonazzi (Gazzaniga, 19 de junho de 1948) é um diplomata e prelado italiano da Igreja Católica pertencente ao serviço diplomático da Santa Sé.

## Biografia
Recebeu a ordenação presbiteral em 30 de junho de 1973, do bispo Clemente Gaddi da Diocese de Bérgamo, onde foi incardinado. Estudou no Seminário Episcopal de Bérgamo, após a ordenação sacerdotal continuou os estudos, obtendo a licença em teologia e direito canônico pela Pontifícia Universidade Lateranense e o doutorado em Ciências da Educação pela Pontifícia Universidade Salesiana. Em 1977 ingressou na Pontifícia Academia Eclesiástica para iniciar a carreira diplomática ao serviço da Santa Sé.
Entrou para o serviço diplomático da Santa Sé em 25 de março de 1980. Ele serviu nas missões diplomáticas da Santa Sé em Camarões (1980 a 1983), Trinidad e Tobago (1983 a 1986), Malta (1986 a 1989), Moçambique (1989 a 1991), como auditor na Espanha (1991 a 1994), conselheiro nas nunciaturas dos Estados Unidos (1994 a 1996) e Itália (1996 a 1999), bem como no Canadá (1999).
Em 19 de junho de 1999, foi nomeado pelo Papa João Paulo II como núncio apostólico no Haiti, recebendo a dignidade de arcebispo titular de Atella. Recebeu a ordenação episcopal em 26 de agosto seguinte, na Catedral de Bérgamo, do Cardeal Secretário de Estado Angelo Sodano, coadjuvado por Roberto Amadei, bispo de Bergamo e por Lino Bortolo Belotti, C.M.P., bispo auxiliar da mesma diocese.
Em 30 de março de 2004, foi transferido para a nunciatura apostólica de Cuba.
Em 14 de março de 2009, o Papa Bento XVI o transfere para as nunciaturas apostólicas da Lituânia e Estônia. Em 25 de março seguinte, foi nomeado também núncio apostólico na Letônia.
Em 18 de dezembro de 2013, o Papa Francisco o nomeou núncio apostólico no Canadá.
Em 10 de dezembro de 2020, foi transferido para a nunciatura apostólica na Albânia. Teve sua renúncia ao serviço diplomático aceita pelo Papa Francisco em 21 de janeiro de 2025.